# Condado de Grimes
El Condado de Grimes es uno de los 254 condados del Estado estadounidense de Texas. La sede del condado es Anderson, al igual que su mayor ciudad. El condado tiene un área de 2075 km² (de los cuales 20 km² están cubiertos por agua) y una población de 23 552 habitantes, para una densidad de población de 11 hab/km² (según censo nacional de 2000). Este condado fue fundado en 1846.

## Demografía
En el censo del año 2000, había 23 552 personas, 7753 cabezas de familia, y 5628 familias residiendo en el condado. La densidad de población era de 30 habitantes por milla cuadrada.
La composición racial del condado era:
- 71,79 % blancos
- 19,96 % negros o negros americanos
- 0,32 % nativos americanos
- 0,30 % asiáticos
- 0,05 % isleños
- 5,93 % otras razas
- 1,65 % de dos o más razas.

Había 7753 cabezas de familia, de las cuales el 34,60 % tenían menores de 18 años viviendo con ellas, el 55,40 % eran parejas casadas viviendo juntas, el 12,60 % eran mujeres cabeza de familia monoparental (sin cónyuge) y 27,40 % no eran familias.
El tamaño promedio de una familia era de 3,18 miembros.
En el condado el 24,80 % de la población tenía menos de 18 años, el 7,70 % tenía de 18 a 24 años, el 29,80 % tenía de 25 a 44, el 24,00 % de 45 a 64 y el 13,70 % eran mayores de 65 años. La edad promedio era de 38 años. Por cada 100 mujeres había 117,50 hombres. Por cada 100 mujeres mayores de 18 años había 124,00 hombres.

## Economía
Los ingresos medios de una cabeza de familia del condado eran de USD$32 280 y el ingreso medio familiar era de $38 008. Los hombres tenían unos ingresos medios de $30 138 frente a $21 747 de las mujeres. El ingreso per cápita del condado era de $14 368. El 13,80 % de las familias y el 16,60 % de la población estaban debajo de la línea de pobreza. Del total de gente en esta situación, 20,40 % tenían menos de 18 y el 18,10 % tenían 65 años o más.